# شعاع خمش
شعاع خمش (به انگلیسی: Bend radius) که با انحنای داخلی اندازه‌گیری می‌شود، حداقل شعاعی است که می‌توان یک لوله، مجرا، ورق، کابل یا شلنگ را خم کرد بدون اینکه به آن پیچ‌خوردگی، آسیبی به آن وارد شود یا عمر آن کوتاه شود. هرچه شعاع خمش کوچکتر باشد، انعطاف‌پذیری مواد بیشتر است (با کاهش شعاع انحنا، انحنا افزایش می‌یابد). نمودار سمت راست کابلی با شعاع خمش هفت سانتی‌متری را نشان می‌دهد.

کابل با شعاع خمش هفت سانتی‌متر

حداقل شعاع خمش شعاعی است که شئی مانند کابل نباید کمتر از آن خم شود.

## فیبرهای نوری
حداقل شعاع خمش در حمل و نقل کابل‌های فیبر نوری که اغلب در مخابرات استفاده می‌شود از اهمیت ویژه ای برخوردار است. حداقل شعاع خمش با طرح‌های مختلف کابل متفاوت خواهد بود. سازنده باید حداقل شعاع خمش کابل نصب‌سازی درهنگام و برای طولانی مدت را مشخص کند. اولی تا حدودی بزرگتر از دومی است. حداقل شعاع خمش به‌طور کلی تابعی از تنش‌های کششی است، به عنوان مثال، نصب‌سازی درهنگام، درحالی است که دور یک قرقره درحالی که فیبر یا کابل تحت تنش است خم‌می‌شود. اگر حداقل شعاع خمش مشخص نشده باشد، معمولاً با فرض اینکه حداقل شعاع کم‌تنش بلندمدت کمتر از ۱۵ برابر قطر کابل یا ۲ اینچ نباشد، ایمن است.
علاوه بر تخریب مکانیکی، دلیل دیگری که چرا باید از خم شدن بیش از حد کابل‌های فیبر نوری اجتناب کرد، به حداقل رساندن تلفات ریزخمش و کلان‌خمش است. ریزخمش باعث تضعیف نور ناشی از تغییر شکل فیبر می‌شود در حالی که کلان‌خمش باعث نشت نور از طریق روکش فیبر می‌شود و این احتمال بیشتر در جایی که فیبر بیش از حد خم شده است اتفاق می‌افتد.

## کاربردهای دیگر
کرنش سنج‌ها نیز دارای حداقل شعاع خمشی هستند. این شعاع همان شعاع است که زیر آن کرنش سنج دچار اختلال می‌شود.
برای لوله‌های فلزی، شعاع خمش به خط مرکزی لوله است، نه قسمت بیرونی.